# Dinamo Zagreb
El Dinamo Zagreb (en croata y oficialmente: Građanski Nogometni Klub Dinamo) es un club de fútbol de Zagreb, la capital de Croacia. Juega en la Prva HNL, primera categoría del fútbol croata, y es el club más laureado de su país, con 25 ligas, 17 copas y a nivel internacional una Copa europea de Ferias.
El club se fundó el 9 de abril de 1911 y el 9 de junio de 1945 se fusionó con otras tres entidades deportivas de Zagreb; HAŠK, Građanski y Concordia. Durante el tiempo que Croacia formó parte de Yugoslavia, jugó en la Primera Liga yugoslava, donde ganó cuatro ligas y siete copas. Además fue el primer club croata y yugoslavo en ganar una competición europea, la Copa de Ferias en su edición de 1967/68. En todo ese tiempo, el Dinamo nunca descendió de la máxima categoría.
Cuando Croacia se independizó, el equipo ingresó en la Prva HNL, renegó del nombre Dinamo y tuvo otras denominaciones, como HAŠK Građanski y Croatia Zagreb. Sin embargo, recuperó su denominación original en el año 2000. La presidencia añadió en 2011 al nombre social el apelativo Građanski (en español, «ciudadanos») y celebró los actos del centenario, contando como fecha de fundación la del Građanski Zagreb.
La entidad mantiene una fuerte rivalidad con el Hajduk Split, con el que disputa el llamado «Derbi Eterno».

## Historia

### En la liga de Yugoslavia

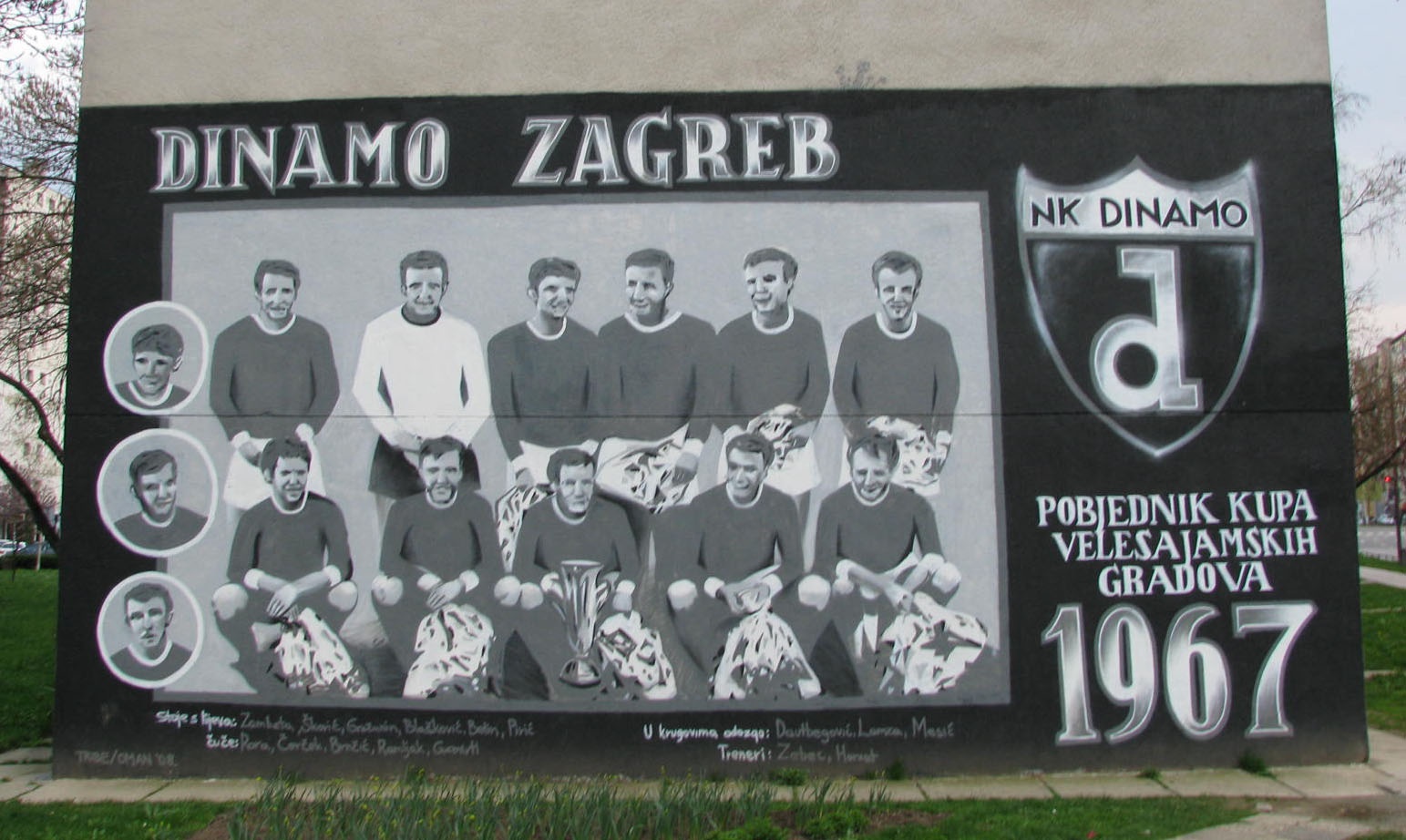
Grafiti en reconocimiento al Dinamo de Zagreb y su victoria en la Copa de Ferias de 1967.

Cuando la Segunda Guerra Mundial terminó, se produjo la reunificación de las repúblicas balcánicas, entre ellas Croacia, en la República de Yugoslavia. Los tres clubes deportivos más exitosos de Zagreb —HAŠK, Građanski y Concordia— fueron desmantelados por las autoridades locales. En su lugar, se estableció un nuevo equipo que aunara lo mejor de las tres entidades. De este modo, el 9 de junio de 1945 se constituyó oficialmente el Dinamo de Zagreb. La plantilla se nutrió en su mayoría de jugadores del Građanski, del cual adoptó también sus colores y base de aficionados, mientras que su primer entrenador fue Márton Bukovi. El estadio donde jugó sus primeros partidos fue el Estadio Koturaška, aunque pronto se trasladaron al Estadio Maksimir, su feudo actual.
Desde su fundación, el Dinamo de Zagreb fue uno de los equipos más potentes de la Primera Liga de Yugoslavia, y nunca bajó de categoría. Su primer título lo logró en la temporada 1947/48, y en 1951 obtuvo su primera Copa de Yugoslavia. Entre las décadas de 1950 y 1960, el equipo croata ganó otras dos ligas (en 1954 y 1958) y cuatro copas (en 1960, 1963, 1965 y 1969).
A nivel internacional, el Dinamo debutó en la edición 1958/59 de la Copa de Europa, donde cayeron en primera ronda contra el Dukla Praga. Sin embargo, tuvo mejor suerte en la Recopa de Europa, en la que llegaron a semifinales en su edición de 1960/61, y en la Copa de Ferias 1962/63 llegando hasta la final, donde fueron derrotados por el Valencia CF.
En la edición de la Copa de Ferias de 1966/67, el Dinamo de Zagreb se convirtió en el primer equipo de la República de Yugoslavia que ganó una competición europea. Los croatas llegaron hasta la final derrotando a rivales como la Juventus de Turín o el Eintracht Frankfurt. En su último partido, el club derrotó al Leeds United por 2:0 en casa y 0:0 fuera, haciéndose con el triunfo.
Aunque el Dinamo de Zagreb continuó siendo uno de los clubes más potentes de Croacia, su rendimiento en la liga yugoslava no fue el esperado. El club no ganó ningún campeonato relevante en los siguientes años, salvo una Copa de los Balcanes en 1976. Sus resultados mejoraron en la década de 1980, con la consecución de su sexta Copa de Yugoslavia en 1980, su cuarta liga en 1982, y una séptima copa en 1983. En esa década el Dinamo de Zagreb sacó jugadores que más tarde triunfaron en el fútbol europeo, como Davor Šuker, Zvonimir Boban y Alen Peternac. La estrella croata Robert Prosinečki también debutó en el Dinamo, aunque sólo jugó unos partidos y tras ser rechazado por su entrenador, fue traspasado al Estrella Roja de Belgrado, donde explotó como futbolista. Precisamente contra el Estrella Roja tuvieron lugar los históricos incidentes del partido Dinamo Zagreb-Estrella Roja Belgrado el 13 de mayo de 1990, que provocaron una batalla campal en el estadio Maksimir y el alboroto también fue considerado simbólicamente como el comienzo de la croata guerra de independencia.

### En la liga de Croacia
Tras la independencia croata de Yugoslavia, el Dinamo de Zagreb apoyó la secesión y reconoció de inmediato a la recién creada Federación Croata de Fútbol. A finales de 1991 el club cambió su nombre por el de HAŠK Građanski, abandonó la liga yugoslava y participó en la primera edición de la Liga croata de fútbol, que tuvo lugar en 1992. En su debut jugó como HAŠK Građanski, nombre que cambió a Croacia Zagreb en 1993 y a Dinamo Zagreb en 2000.
En los campeonatos croatas, el Dinamo de Zagreb se convirtió en uno de los equipos más potentes del país junto a su mayor rival, el Hajduk Split. Bajo el nombre Croacia Zagreb ganó seis Ligas, en 1993 y cinco seguidas desde 1995/96 hasta 1999/2000, y cuatro Copas croatas. A nivel internacional, el club se clasificó por primera vez para la Liga de Campeones de la UEFA en su edición de 1998/99, y aunque terminó segundo, no pudo meterse en los cuartos de final. Jugaría de nuevo ese torneo en el año 1999/2000.
Ya como Dinamo de Zagreb, el Dinamo de Zagreb volvió a ganar la liga en el año 2003 y encadenó una racha de seis ligas consecutivas, desde el año 2005/06 hasta la temporada 2010/11, con un dominio absoluto de los torneos domésticos. Del mismo modo, obtuvo cinco copas croatas en la década del 2000 y cuatro Supercopas. En los torneos europeos no tuvo tanta suerte, y pese a clasificarse para la Liga de Campeones, muchas veces no ha podido superar la fase de clasificación, teniendo que quedar relegado a disputar la UEFA Europa League. En la edición de 2011/12, consiguió clasificarse para la fase de grupos del máximo torneo europeo, al derrotar en la ronda clasificatoria al Malmö FF.
El 18 de marzo de 2021, el Dinamo Zagreb logra remontar en su cancha al Tottenham Hotspur tras perder 2-0 en el partido de ida en los octavos de la Liga Europa de la UEFA y accede por primera vez a los cuartos de final de este certamen.

## Escudo y nombre
El actual escudo del Dinamo Zagreb es una mezcla de otras identificaciones que ha tenido el club a lo largo de su historia. El actual es un círculo dividido en diagonal. En la parte superior hay un blasón ajedrezado idéntico al del escudo de armas de Croacia, que les identifica con el país. La parte inferior presenta un fondo azul, y encima de él se encuentra una letra "d" minúscula, identificativo del nombre "Dinamo".
Muchos clubes de Europa Oriental adoptaron el nombre "Dinamo" cuando sus países estaban gobernados por sistemas socialistas. Tras la independencia croata, la entidad renegó de esa denominación al estar vinculada al sistema político que su país abandonó con la independencia, y en 1991 pasó a llamarse HAŠK Građanski como reconocimiento a sus orígenes. El cambio no tuvo éxito, y en 1993 se renombró como Croacia Zagreb. Entre los opositores al nombre antiguo se encontraba Franjo Tuđman, primer presidente de Croacia. Sin embargo, los aficionados rechazaron cualquier denominación que no fuera la original, y seguían coreando Dinamo para animar a sus jugadores. Finalmente, el equipo recuperó el nombre Dinamo de Zagreb el 14 de febrero de 2000. En 2011 y con motivo del centenario del Građanski Zagreb, uno de los tres clubes que dieron origen al Dinamo actual, la directiva añadió al nombre social del club el apelativo Građanski.
El escudo ha sufrido también muchas modificaciones, aunque su forma actual es la que ha mantenido en casi toda su historia. Durante los años 1960 el equipo eliminó cualquier referencia a la bandera croata, y adoptó un escudo de color azul, con la "d" minúscula en referencia al Dinamo, y con una estrella roja que reflejaba la simbología comunista del régimen yugoslavo. Durante el tiempo que se llamó Croacia Zagreb llegó a usar hasta tres insignias distintas en siete años.

## Uniforme
Dinamo Zagreb siempre ha jugado con una equipación completamente azul, y aunque ha cambiado de nombre en cuatro ocasiones, nunca ha modificado sus colores sociales. No ha sucedido lo mismo con la segunda equipación, que si ha tenido distintos colores dependiendo del fabricante. La camiseta titular es completamente lisa, en color azul marino. Desde 2017, el fabricante de las equipaciones es la empresa alemana Adidas.
Los colores están heredados del Građanski Zagreb, uno de los tres equipos que desaparecieron para formar el actual Dinamo de Zagreb en 1945. El Građanski jugaba también con una equipación azul, aunque sus mangas eran blancas.
- Uniforme titular: Camiseta azul, pantalón azul, medias azules
- Uniforme alternativo: Camiseta amarilla a rayas diagonales negras, pantalón amarillo, medias amarillas.
- Uniforme tercero: Camiseta gris a rayas diagonales blancas, pantalón gris, medias grises.

| Tradicional | 2007-2008 |

## Estadio

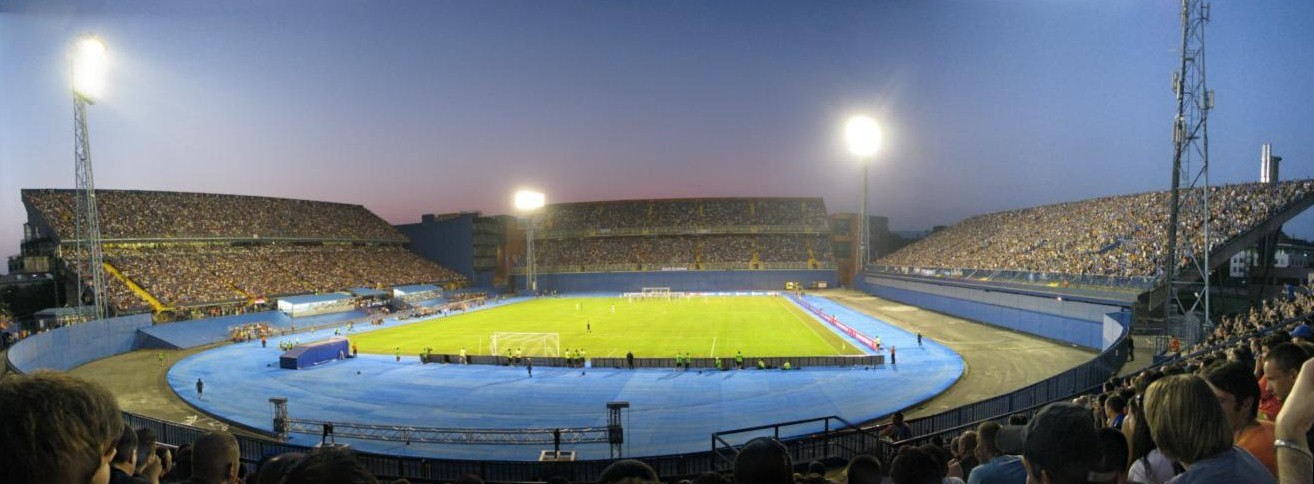
Panorámica del Estadio Maksimir.

El campo donde el Dinamo de Zagreb disputa sus partidos como local es el Estadio Maksimir, situado en el centro de Zagreb. Dispone de capacidad para 38.923 espectadores y césped natural. Para conciertos, el campo puede albergar hasta 60.000 personas. Cuenta también con un estadio anexo que se utiliza para entrenamientos y encuentros de categorías inferiores. Además del Dinamo de Zagreb, el Estadio Maksimir es el campo que habitualmente utiliza la selección de fútbol de Croacia.
El campo se inauguró el 5 de mayo de 1912 y durante tres décadas fue utilizado por el HAŠK, uno de los tres clubes que dio origen al Dinamo de Zagreb. Cuando el HAŠK desapareció en 1945, las autoridades locales decidieron que Dinamo jugara en ese campo. A lo largo de su historia, el campo ha sufrido diversas ampliaciones para aumentar el aforo, mejorar las instalaciones y aumentar las medidas de seguridad.
El club planea retirar las pistas de atletismo para aumentar el aforo a 60.000 espectadores, mediante gradas supletorias. En 2011, la pista de atletismo fue retirada y en su lugar se puso una zona cubierta con base azul, color del Dinamo. La zona sobrante fue cubierta con césped artificial.

## Afición

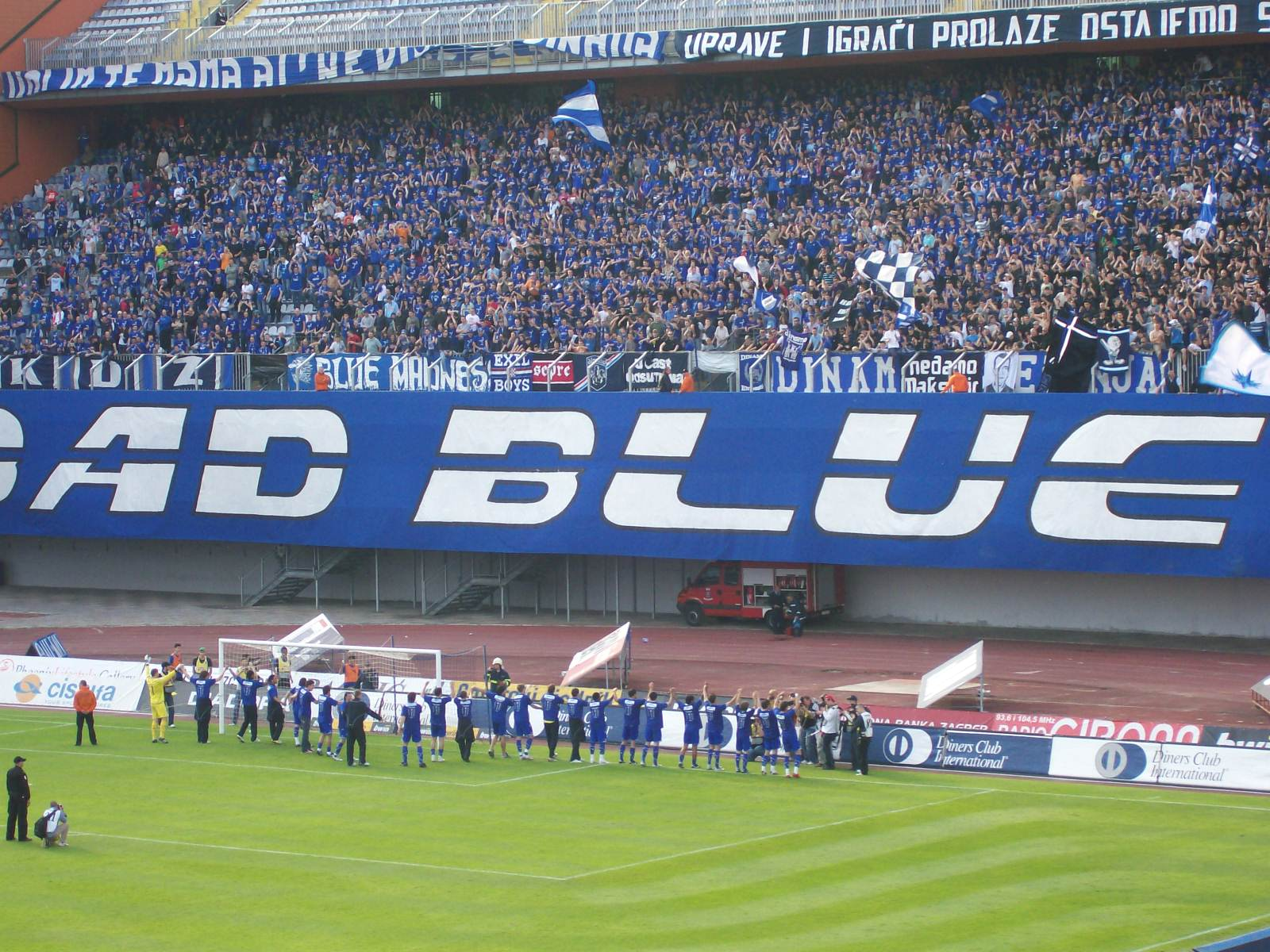
El Dinamo Zagreb saluda a su afición.

El Dinamo de Zagreb es uno de los equipos con más masa social de Croacia, y está considerado como el club más representativo de la ciudad de Zagreb. El club cuenta con varios grupos de animación, y el más importante de todos ellos es Bad Blue Boys (abreviados BBB), que cuenta con distintas divisiones. El grupo se fundó en 1986 y tomó su nombre de la película Bad Boys. Los ultras del Dinamo están considerados como uno de los grupos más radicales y violentos a nivel europeo.
Los BBB han sido acusados de hooliganismo, lo que ha provocado que la UEFA y la Federación Croata de Fútbol haya sancionado en más de una ocasión a estos seguidores y su equipo, penalizado. En 1994 el Dinamo fue expulsado de las competiciones europeas por los altercados que provocaron los BBB en Auxerre, y en 2009 el equipo fue penalizado con tres puntos menos por idéntico motivo en Timişoara. Entre los incidentes provocados se encuentran daños materiales, batallas policiales, lanzamiento de bengalas y racismo. Pese a ello, a los BBB se les reconoce, por parte de las hinchadas rivales, su constante y ruidoso apoyo a su equipo durante los partidos del Dinamo.
Históricamente, el Dinamo ha estado muy vinculado al nacionalismo croata, especialmente a partir de la década de 1980. Sus aficionados participaron activamente por la independencia de Croacia, e incluso algunos lucharon en la Guerra de Croacia como policías o militares. El Estadio Maksimir cuenta en su entrada con un monumento, que honra a todos los hinchas del Dinamo que perdieron la vida en la guerra de los Balcanes.

## Rivalidades
El máximo rival histórico del Dinamo de Zagreb es el Hajduk Split, con el que disputa el Derbi Eterno de Croacia. La rivalidad trasciende a la época de Yugoslavia, cuando Dinamo y Hajduk eran uno de los cuatro clubes más potentes de la Primera Liga, y aumentó tras la independencia. Sus partidos están considerados de alto riesgo, y en más de una ocasión ha habido disturbios entre aficionados. Aunque Zagreb cuenta con otro club en la ciudad, el NK Zagreb, no existe una rivalidad intensa.
Debido a la guerra de independencia, el Dinamo también mantiene una fuerte rivalidad con el Estrella Roja de Belgrado y el Partizán de Belgrado, ambos de Serbia y antiguos rivales en la Primera Liga de Yugoslavia.

## Jugadores

### Récords Individuales
| #  | jugador         | Carrera                            | Partidos |
| -- | --------------- | ---------------------------------- | -------- |
| 1  | Dražen Ladić    | 1986 - 2000                        | 802      |
| 2  | Marko Mlinarić  | 1977 - 1987 1995 - 1996            | 613      |
| 3  | Srećko Bogdan   | 1974 - 1985                        | 595      |
| 4  | Zlatko Kranjčar | 1973 - 1983                        | 556      |
| 5  | Drago Vabec     | 1968 - 1977 1977 - 1979 1983- 1984 | 529      |
| 6  | Mladen Ramljak  | 1962 - 1973                        | 523      |
| 7  | Damir Lesjak    | 1986 - 1995                        | 510      |
| 8  | Slavko Ištvanić | 1983 - 1995                        | 507      |
| 9  | Ivica Horvat    | 1945 - 1957                        | 507      |
| 10 | Igor Cvitanović | 1989 - 1997 1999 - 2002            | 503      |

| #  | jugador          | Carrera                            | Goles |
| -- | ---------------- | ---------------------------------- | ----- |
| 1  | Dražan Jerković  | 1954 - 1965                        | 322   |
| 2  | Igor Cvitanović  | 1989 - 1997 1999 - 2002            | 304   |
| 3  | Snješko Cerin    | 1976 - 1986                        | 295   |
| 4  | Zlatko Kranjčar  | 1973 - 1983                        | 256   |
| 5  | Željko Čajkovski | 1946 - 1956                        | 249   |
| 6  | Franjo Wölfl     | 1945 - 1953                        | 245   |
| 7  | Aleksandar Benko | 1947 - 1958                        | 235   |
| 8  | Slaven Zambata   | 1959 - 1969 1972 - 1973            | 227   |
| 9  | Drago Vabec      | 1968 - 1977 1977 - 1979 1983- 1984 | 183   |
| 10 | Marko Mlinarić   | 1977 - 1987 1995 - 1996            | 174   |

## Entrenadores
| - Márton Bukovi, 1945–1947 - Mirko Kokotović, 1947 - Ivan Jazbinšek, 1948 - Karl Mütsch, 1948 - Bruno Knežević, 1948–1949 - Bernard Hügl, 1950–1952 - Milan Antolković, 1952–1953 - Ivan Jazbinšek, 1953–1955 - Bogdan Cuvaj, 1956 - Milan Antolković, 1957 - Gustav Lechner, 1957–1958 - Milan Antolković, 1959–1960 - Márton Bukovi, 1960–1961 - Milan Antolković, 1961–1964 - Vlatko Konjevod, 1964–1965 - Branko Zebec, 1965–1967 - Ivica Horvat, 1967–1970 - Zlatko Čajkovski,1970–1971 - Dražan Jerković, 1971–1972 - Stjepan Bobek, 1972 - Domagoj Kapetanović, 1973 - Ivan Marković, 1973–1974 - Mirko Bazić, 1974–1977 - Rudolf Belin, 1977–1978 - Vlatko Marković, 1978–1980 - Ivan Marković, 1980 - Miroslav Blažević, 1980–1983 - Rudolf Belin, 1983 - Vlatko Marković, 1983 | - Branko Zebec, 1984 - Tomislav Ivić, 1984–1985 - Zdenko Kobeščak, 1985 - Miroslav Blažević, 1986–1988 - Josip Skoblar, 1988–1989 - Rudolf Belin, 1989 - Josip Kuže, 1989–1990 - Vlatko Marković, 1990–1991 - Zdenko Kobeščak, 1991–1992 - Vlatko Marković, 1992 - Miroslav Blažević, 1992–1994 - Ivan Bedi, 1994 - Zlatko Kranjčar, 1994–1996 - Otto Barić, 1996–1997 - Marijan Vlak, 1997–1998 - Zlatko Kranjčar, 1998 - Ivan Bedi / Hrvoje Braović, 1998 - Velimir Zajec, 1998–1999 - Ilija Lončarević, 1999 - Osvaldo Ardiles, 1999 - Marijan Vlak, 1999–2000 - Hrvoje Braović, 2000–2001 - Ilija Lončarević, 2001–2002 - Marijan Vlak, 2002 - Miroslav Blažević, 2002–2003 - Nikola Jurčević, 2003–2004 - Đuro Bago, 2004 - Nenad Gračan, 2004 - Ilija Lončarević, 2005 | - Zvjezdan Cvetković, 2005 - Josip Kuže, 2005–2006 - Branko Ivanković, 2006–2008 - Zvonimir Soldo, 2008 - Branko Ivanković, 2008 - Marijan Vlak, 2008–2009 - Krunoslav Jurčić, 2009–2010 - Velimir Zajec, 2010 - Vahid Halilhodžić, 2010–2011 - Krunoslav Jurčić, 2011 - Ante Cacic, 2011-2012 - Krunoslav Jurčić, 2013 - Damir Krznar, 2013 - Branko Ivanković, 2013 - Zoran Mamić, 2013-2016 - Zlatko Kranjčar, 2016 - Željko Sopić, 2016 - Ivaylo Petev, 2016-2017 - Mario Cvitanović, 2017-2018 - Nikola Jurčević, 2018 - Nenad Bjelica, 2018-2020 - Zoran Mamić, 2020-2021 - Damir Krznar, 2021-2021 - Željko Kopić, 2021-2022 - Ante Čačić, 2022-2023 - Igor Bišćan, 2022-2023 - Sergej Jakirović, 2023-2024 - Nenad Bjelica, 2024 - Fabio Cannavaro, 2024- |

## Datos futbolísticos del club

### Primera Liga de Yugoslavia
- Temporadas en Primera Liga de Yugoslavia: 47 (todas)
- Mejor posición alcanzada en Primera División: 1.º (en 4 ocasiones)
- Peor posición alcanzada en Primera División: 9.º (temporada 1974-75)
- Máximo goleador en una temporada: Franjo Wölfl, con 28 goles en la temporada 1946-47

### Prva HNL
- Temporadas en Prva HNL: 25 (todas)
- Mejor posición alcanzada en Primera División: 1.º (en 21 ocasiones)
- Peor posición alcanzada en Primera División: 7.º (temporada 2004-05)
- Máximo goleador en una temporada: Eduardo da Silva, con 34 goles en la temporada 2006–07

## Palmarés

### Profesional

#### Torneos nacionales (70)
Ligas Nacionales: 36
- Campeonato del Estado Independiente de Croacia (2): 1941, 1943*
- Primera Liga de Yugoslavia (9): 1923, 1926, 1928, 1936/37, 1939/40*, 1948, 1954, 1958, 1982
- Primera División de Croacia (25): 1993, 1996, 1997, 1998, 1999, 2000, 2003, 2006, 2007, 2008, 2009, 2010, 2011, 2012, 2013, 2014, 2015, 2016, 2018, 2019, 2020, 2021, 2022, 2023, 2024 (Récord)

Copas Nacionales: 26
- Copa del Estado Independiente de Croacia (1): 1941*
- Copa de Yugoslavia (8):  1938*, 1951, 1960, 1963, 1965, 1969, 1980, 1983
- Copa de Croacia (17): 1994, 1996, 1997, 1998, 2001, 2002, 2004, 2007, 2008, 2009, 2011, 2012, 2015, 2016, 2018, 2021, 2024 (Récord)

Supercopas Nacionales: 8 
- Supercopa de Croacia (8): 2002, 2003, 2006, 2010, 2013, 2019, 2022, 2023 (Récord)

#### Torneos internacionales oficiales (1)
- Copa de Ferias (1): 1967
- Copa de los Balcanes (1): 1977

#### Torneos amistosos
- Torneo de Charleroi: 1949[23]
- Torneo de Pascuas de Bruselas: 1951[24]
- Torneo de Praga: 1955[25]
- Torneo Ciudad de San Sebastián (Edición IV): 1969[26]
- Copa Croata de Invierno (Porec, Croacia) (6): 1993, 1994, 1995, 1996, 1997, 1998[26]
- Copa Sempione (Suiza): 1997[26]
- Copa Ciudad de La Serena: 1998[27]
- Torneo conmemorativo Gojko Susak (2): 2000, 2003[26]
- Torneo de Blitz (Solothurn, Suiza): 2001[26]
- Copa SRS (Kriens, Suiza): 2003[26]
- Torneo Internacional de Saviese (Suiza): 2005[26]

### Juveniles

#### Torneos nacionales juveniles
- Campeonato juvenil yugoslavo (5): 1950, 1955, 1972, 1973, 1974[28]
- Copa Yugoslavia sub-18 (2): 1967, 1973
- Campeonato croata sub-18 (26): 1947, 1949-50, 1950-51, 1951, 1953-54, 1954-55, 1963, 1966, 1967, 1968, 1972, 1973, 1974, 1976, 1979, 1980, 1983, 1984, 1986, 2000, 2001, 2002, 2003, 2009, 2010, 2011[29][30]
- Campeonato croata sub-17 (9): 1992, 2000, 2002, 2003, 2006, 2008, 2009, 2010, 2011[29][30]

#### Torneos internacionales juveniles
- Kvarnerska rivijera (Rijeka, Croacia) (7): 1961, 1967, 1977, 1981, 1984, 1986, 1999[31]

### Femenino

#### Torneos nacionales femeninos
- Liga Premier Femenina de Yugoslavia (3): 1981, 1982, 1991[32]
- Copa Femenina de Yugoslavia (4): 1980, 1982, 1987, 1990[33]
- Liga Premier Femenina de Croacia (4): 1992, 2004, 2005, 2006[34]
- Copa Femenina de Croacia (6): 1992, 1993, 2003, 2004, 2005, 2006[35]

#### Torneos internacionales femeninos
- Torneo de Menton: 1983[36]